# Convection de double diffusion

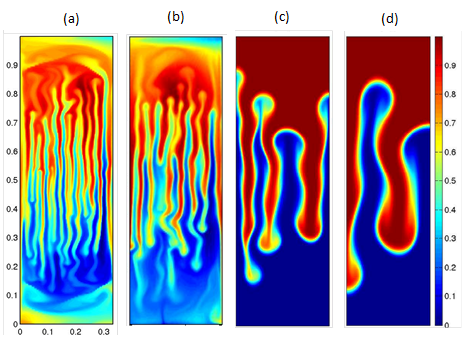
Les résultats des simulations informatique de Singh et Srinivasan montrent des champs de concentration à différents nombres de Rayleigh pour une valeur fixe de.
Les paramètres sont : (a) Ra _{T} = 7 × 10^{8}, t = 1,12 × 10^{−2} ; (b) Ra_{T} = 3,5 × 10^{8}, t = 1,12 × 10 ^{−2} ; (c) Ra_{T} = 7 × 10^{6}, t = 1,31 × 10^{-2} ; (d) Ra_{T} = 7 × 10 ^{5}, t = 3,69 × 10 ^{-2}. On voit sur la figure que les nombres de « doigts » et leur largeur sont fonction des nombres de Rayleigh.

La convection de double diffusion est un phénomène de dynamique des fluides décrivant une forme de convection entraînée par deux gradients de densité différents ayant des taux de diffusion différents. 

## Mécanisme
La convection dans les fluides est entraînée par des variations de densité en leur sein sous l'influence de la gravité. Ces variations de densité peuvent être provoquées par des gradients dans la composition du fluide, ou par des différences de température (par dilatation thermique). Ces gradients peuvent se diffuser avec le temps, réduisant leur capacité à entraîner la convection et exigeant que des gradients dans d'autres régions de l'écoulement existent pour que la convection se poursuive,. Un exemple courant de convection de double diffusion est en océanographie, où les concentrations d'énergie thermique et de sel existent avec différents gradients et diffusent à des vitesses différentes. Un effet qui affecte ces deux variables est l'apport d'eau douce froide d'un iceberg. 

## Application
La convection de double diffusion est importante pour comprendre l'évolution d'un certain nombre de systèmes qui ont de multiples causes de variations de densité. Ceux-ci incluent la convection dans les océans terrestre, dans les chambres magmatiques ou dans le Soleil (où l'énergie thermique et l'hélium se diffusent à des taux différents). Les sédiments peuvent également être considérés comme ayant un taux de diffusion brownien lent par rapport au sel ou à la chaleur, de sorte que la convection de double diffusion est considérée comme importante sous les rivières chargées de sédiments dans les lacs et les océans,.  
Ce mécanisme joue également un rôle important dans l'apparition du Salt fingering (en), c'est-à-dire la remontée des nutriments et le transport vertical de chaleur et de sel dans les océans,,. Ces "salt fingers" contribuent au mélange vertical dans les océans, jouant un rôle dans le contrôle du climat et alimantant la flore et la faune.  
Le phénomène est également étudié en géologie, en astrophysique et en métallurgie.         